# Ann Lee (Shakers)
Ann Lee (Mánchester, 29 de febrero de 1736 - Watervliet, 8 de septiembre de 1784), comúnmente conocida como Mother Ann Lee, fue la líder de la Sociedad Unida de Creyentes en la segunda Aparición de Cristo, o Shakers.
En 1774, Ann Lee y un pequeño grupo de sus seguidores emigraron de Inglaterra a Nueva York. Después de varios años, se reunieron en Niskayuna, alquilando tierras de la Mansión de Rensselaerswyck, Condado de Albany, Nueva York —el área ahora llamada Colonie—. Adoraban a Dios con bailes extáticos o «sacudidas», lo que resultó en que fueran apodados los Shakers (en inglés, Sacudidos). Ann Lee predicó en público y dirigió la iglesia Shaker en un momento en que pocas mujeres eran líderes religiosas. Además de Lee, únicamente nueve mujeres predicadoras han sido identificadas antes de 1800.

## Primeros tiempos
Ann Lee nació en Mánchester, Inglaterra, y se bautizó en privado en Manchester Collegiate Church (ahora Catedral de Mánchester) el 1 de junio de 1742, a la edad de 6 años. Sus padres eran miembros de una rama distinta de la Sociedad Religiosa de los Amigos, y demasiado pobres para pagar a sus hijos, incluso la educación más rudimentaria. El padre de Ann Lee, John Lees, era herrero durante el día y sastre por la noche. Es probable que el apellido original de Ann Lee fuera Lees, pero en algún momento a través del tiempo cambió a Lee. Poco se sabe de su madre, aparte de que era una mujer muy religiosa. Cuando Ann era joven, trabajó en una fábrica de algodón, luego trabajó como cortadora de pieles para sombrereros, y más tarde como cocinera en una enfermería de Mánchester.

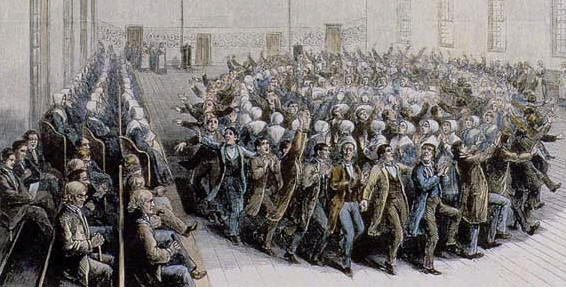
Baile y culto shaker.

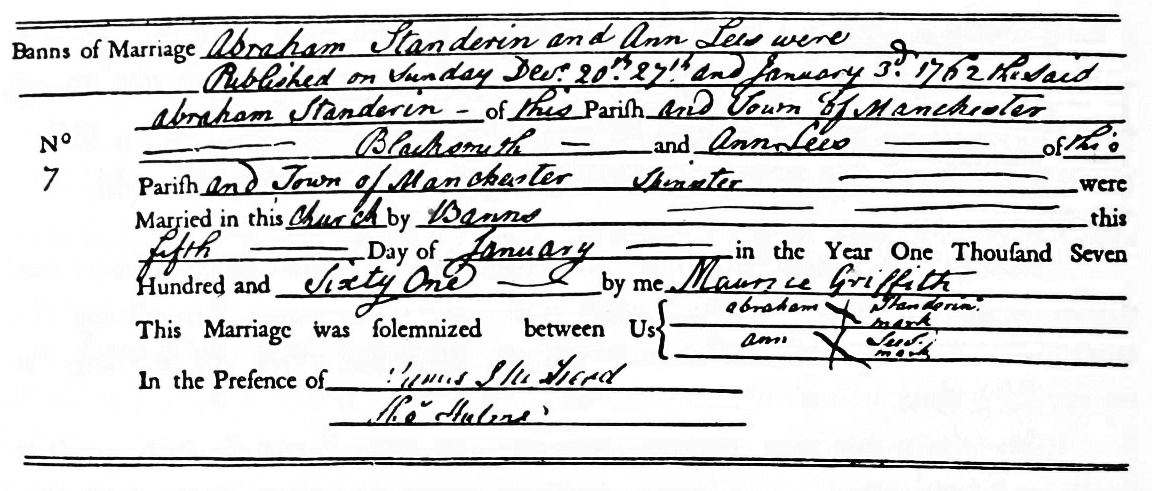
Certificado matrimonial de Ann Lee con Abraham Standerin, 1761.

En 1758, se unió a Wardley's, una secta inglesa fundada por Jane y su esposo el predicador James Wardley; este fue el precursor de la secta Shaker. Ella creyó y enseñó a sus seguidores que es posible lograr la santidad perfecta al abandonar las relaciones sexuales. Al igual que sus predecesores, los Wardley's, ella enseñó que los temblores y estremecimientos se debían a que el pecado era purgado del cuerpo por el poder del Espíritu Santo, purificando al adorador.
Ya durante su primera juventud, Ann Lee se sentía incómoda con la sexualidad, especialmente con la propia. Esta repulsión hacia la actividad sexual continuó y se manifestó de manera más conmovedora en sus repetidos intentos de evitar el matrimonio y permanecer soltera. Finalmente, su padre la obligó a casarse con Abraham Stanley. Se casaron el 5 de enero de 1761 en Manchester Collegiate Church. Ella quedó embarazada cuatro veces, todos sus hijos murieron durante la infancia. Sus embarazos difíciles y la pérdida de cuatro hijos fueron experiencias traumáticas que contribuyeron todavía más, a que Ann Lee renegara de las relaciones sexuales. Desarrolló convicciones religiosas radicales que defendían el celibato y el abandono del matrimonio, así como la importancia de perseguir la perfección en cada faceta de la vida. Ella difería de los cuáqueros, quienes, aunque apoyaban la igualdad de género, no prohibían la sexualidad dentro del matrimonio.

## Prominencia
En Inglaterra, Ann Lee se destacó al instar a otros creyentes a predicar más públicamente sobre la inminente segunda venida de Cristo y a atacar el pecado de manera más audaz y poco convencional. Habló de supuestas visiones y mensajes de Dios, afirmando que había recibido en una visión de Dios, el mensaje de que el celibato y la confesión del pecado son el único camino verdadero hacia la salvación y la única manera en que el Reino de Dios podría establecerse en la tierra. A menudo la encarcelaron por romper el descanso dominical bailando y gritando, y por blasfemia.
Afirmó haberse librado muchas veces por hechos milagrosos de la muerte. Contó que había sido examinada por cuatro clérigos de la Iglesia Establecida, afirmando que les había hablado durante cuatro horas en 72 lenguas.
Mientras estuvo en la cárcel en Mánchester durante 14 días, dijo haber tenido una revelación en la que «una cruz completa contra las lujurias de la generación, sumada a una confesión completa y explícita, ante los testigos, de todos los pecados cometidos bajo su influencia, era el único posible remedio de salvación». Después de esto, probablemente en 1770, fue elegida por la Sociedad como «Madre en cosas espirituales» y se llamó a sí misma «Ann, la Palabra» y también «Madre Ann». Después de ser liberados de la cárcel por segunda vez, los testigos dicen que la Madre Ann realizó varios milagros, incluida la curación de enfermos.
Lee finalmente decidió abandonar Inglaterra con sus seguidores hacia Estados Unidos para escapar de la persecución —es decir, múltiples arrestos y estancias en prisión— que experimentaban en Gran Bretaña.

## Traslado a América

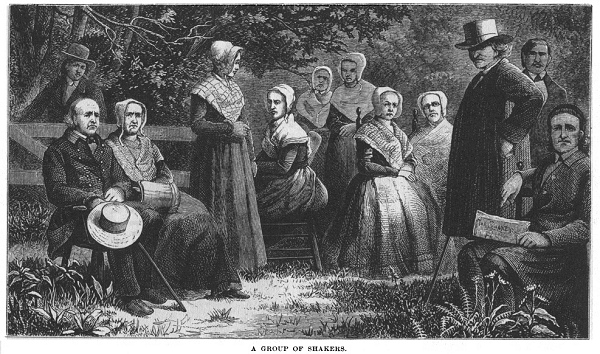
Un grupo de Shakers, publicado en 1875.

En 1774, una revelación la hizo trasladarse con un grupo selecto a América. La acompañaba su marido, que poco después la abandonó. También le siguieron a América su hermano, William Lee (1740–1784); Nancy Lee, su sobrina; James Whittaker (1751–1787), que había sido educado por la Madre Ann y probablemente estaba emparentado con ella; John Hocknell (1723–1799), quien proporcionó los fondos para el viaje; su hijo Richard; James Shepherd, y Mary Partington. La «madre Ann» y sus conversos llegaron el 6 de agosto de 1774 a la ciudad de Nueva York, donde permanecieron casi cinco años. En 1779, Hocknell arrendó tierras en Niskayuna, en el municipio de Watervliet, cerca de Albany, y los Shakers se asentaron allí, donde comenzó a desarrollarse y prosperar una vida comunitaria única.
Durante la Guerra de Independencia de los Estados Unidos, Lee y sus seguidores mantuvieron una postura de neutralidad: Manifestando la posición de que eran pacifistas, Ann Lee y sus seguidores no se pusieron del lado ni de los británicos ni de los colonos.

Ann Lee abrió su testimonio a la gente del mundo, en el famoso Día oscuro de Nueva Inglaterra en mayo de 1780, cuando el sol desapareció y estaba tan oscuro que había que encender las velas para ver en el interior al mediodía. Pronto reclutó a varios seguidores que se habían unido al renacimiento de la Nueva Luz en New Lebanon (Nueva York) en 1779. 

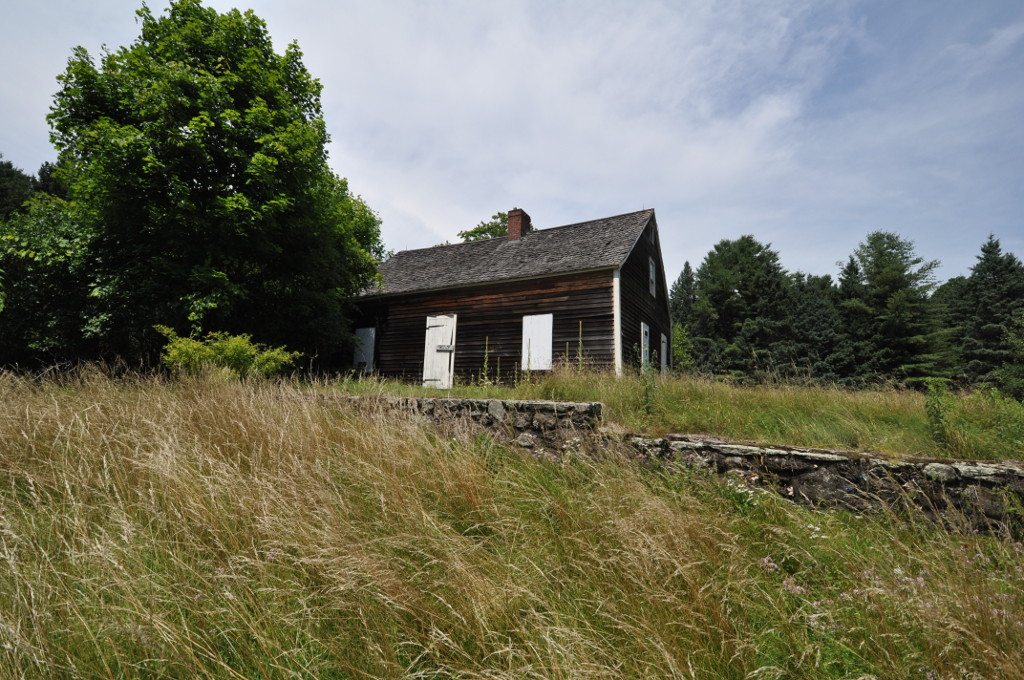
Casa de Benjamin Osborne en Mount Washington.

A partir de la primavera de 1781, la Madre Ann y algunos de sus seguidores emprendieron un extenso viaje misionero para lograr conversos en Massachusetts y Connecticut. A menudo se alojaban en casas de simpatizantes locales, como la casa de Benjamin Osborn cerca de la frontera Nueva York-Massachusetts; Lee se quedó en la granja Tucconack Mountain (rebautizada como Mount Washington, luego de la victoria estadounidense en la guerra de independencia). Según informes, permaneció en el área durante unos diez días, atrayendo a un gran número de simpatizantes y detractores. También se le atribuyeron canciones que eran cantadas sin palabras.
Los seguidores de la Madre Ann llegaron a creer que ella encarnaba todas las perfecciones de Dios en forma femenina, y se reveló como la «segunda venida» de Cristo. El hecho de que Ann Lee fuera considerada como la contraparte femenina de Cristo era única. Predicó que el pecado se podía evitar no únicamente tratando a hombres y mujeres por igual, sino también manteniéndolos separados para evitar cualquier tipo de tentación que conduzca a actos impuros. El celibato y la confesión del pecado eran esenciales para la salvación.
Su doctrina revitalizó el concepto del dios andrógino: Sofía, la santa sabiduría de la Biblia, era el elemento femenino en Dios,en Cristo, ya se había manifestado el lado masculino y el lado femenino había sido manifestado en ella. Sus revelaciones indicaban que el milenio estaba por llegar y que los Shakers con su celibato y su vida devota aceleraría en su llegada.
La misión de Ann Lee en Nueva Inglaterra fue especialmente exitosa en la conversión de grupos que ya estaban fuera de la corriente principal del protestantismo de Nueva Inglaterra. Para la corriente principal, sin embargo, ella era demasiado radical para la comodidad. Ann Lee misma reconoció lo revolucionarias que eran sus ideas cuando dijo: «Nosotros [los Shakers] somos las personas que pusieron el mundo al revés». A veces se encontraban con turbas violentas, como en Shirley (Massachusetts), y Ann Lee sufrió violencia en sus manos más de una vez. Debido a estas dificultades, la Madre Ann se puso muy frágil; murió el 8 de septiembre de 1784, a la edad de 48 años. Murió en Watervliet y está enterrada en el cementerio Shaker ubicado en el distrito histórico de Watervliet Shaker.
Se afirma que los Shakers en New Lebanon, Nueva York, experimentaron un período de 10 años de revelaciones en 1837, llamada la Era de las Manifestaciones. También fue conocido como el «período del trabajo de la Madre Ann».